# Partisanenrepublik Karnien

Flagge des Italienischen Komitees der Nationalen Befreiung

Die Partisanenrepublik Karnien (ital. Repubblica partigiana della Carnia bzw. Zona Libera della Carnia) war eine von Partisanen während des Zweiten Weltkriegs gegründete „freie Zone“ (zona libera) in Karnien und Oberfriaul in der heutigen Region Friaul-Julisch Venetien in Norditalien mit Ampezzo als „Hauptstadt“. Sie existierte vom 26. September bis zum 10. Oktober 1944.

## Geografie

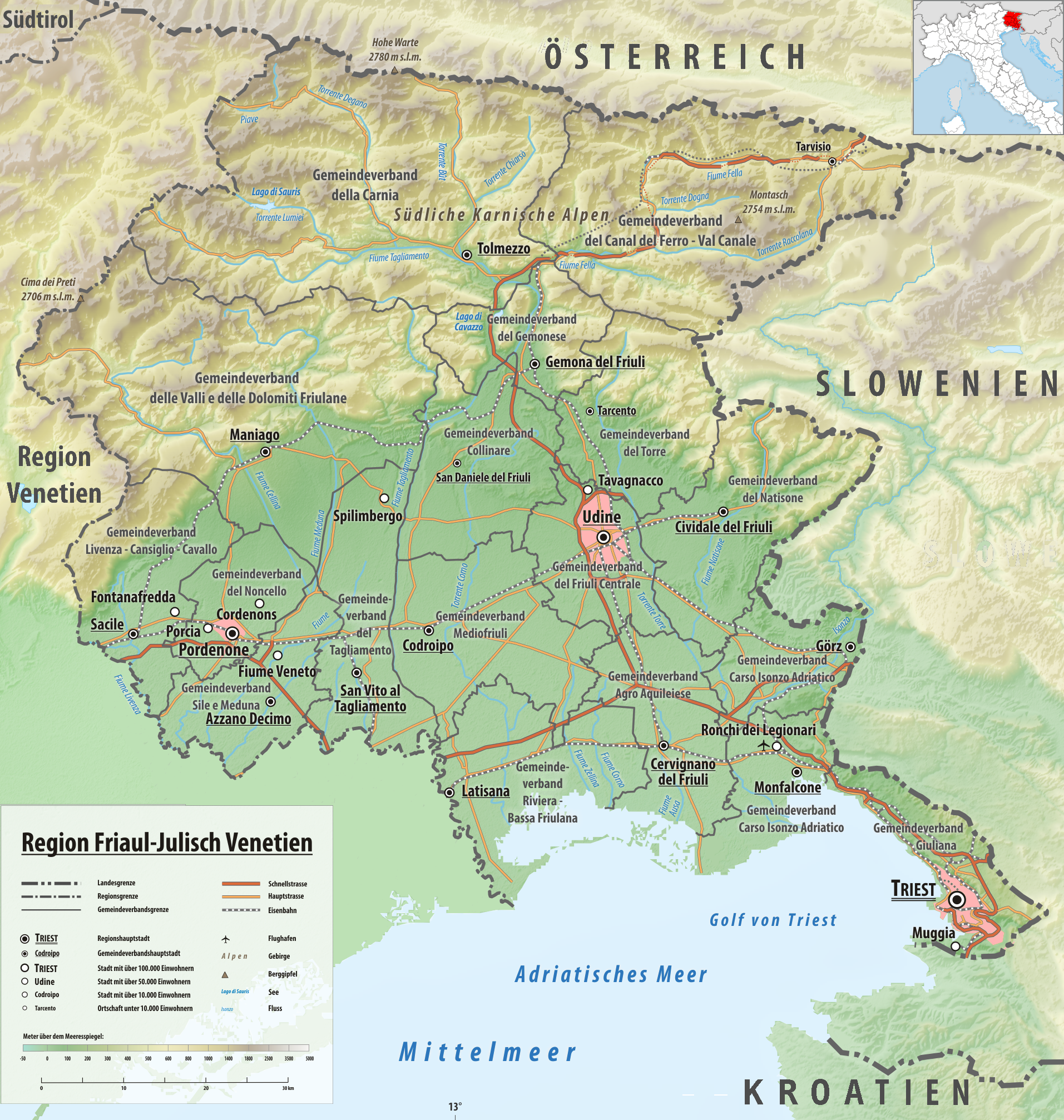
Friaul-Julisch Venetien

Die Freie Zone Karnien und Oberfriaul erstreckte sich über die Berge Karniens nordwestlich von Udine auf einer Fläche von 2.580 Quadratkilometern mit rund 90.000 Einwohnern, aufgeteilt in 38 vollständig befreite Gemeinden und sieben teilweise befreite Gemeinden, darunter Lorenzago und Sappada in der Region Belluno. Als Hauptstadt wurde die Stadt Ampezzo im Val Tagliamento gewählt. Ende Juli 1944 war fast gesamt Karnien zusammen mit den Tälern Cellina, Meduna und Tramontina befreit. Der größte Ort der Region, Tolmezzo, hingegen blieb unter Kontrolle deutscher Truppen, da die Wehrmacht dort unter anderen Kosaken zur Partisanenbekämpfung einsetzen konnte. Diese Kosaken hatten einst mit der Weißen Armee gegen die Bolschewiki und später mit deutschen Truppen gegen die Sowjets gekämpft und flohen mit dem Rückzug der Wehrmacht samt ihren Familien aus Russland und der Ukraine. Im Sommer 1944 wurden 35.000 Kosaken von der deutschen Besatzungsmacht in der Provinz Friaul als «Kosakenland in Norditalien» angesiedelt.

## Geschichte
Im Frühjahr 1944, nach einem sehr harten Winter, begannen die Partisanenverbände Karniens am rechten Ufer des Tagliamento („Destra Tagliamento“) mit neuen Aktivitäten gegen das faschistische Regime. In allen Tälern Karniens vervielfachten sich die Garibaldi- und Osovane-Formationen und erreichten innerhalb weniger Monate die Zahl von etwa 6000 bewaffneten Männern.
Am 2. April wurde Dr. Zagolin in Ampezzo befreit, der von der SS der örtlichen Carabinieri-Garnison anvertraut worden war. Von da an folgten die Angriffe auf die deutschen und faschistischen Garnisonen und auf die Fahrzeugkolonnen nacheinander. Die Deutschen zogen sich nach Tolmezzo und in die piemontesischen Zentren zurück, nicht ohne Zerstörungen und Massaker: die Dörfer Forni di Sotto, Esemon di Sotto und Barcis wurden niedergebrannt und im Juli gab es das brutale Massaker von Malga Pramosio.

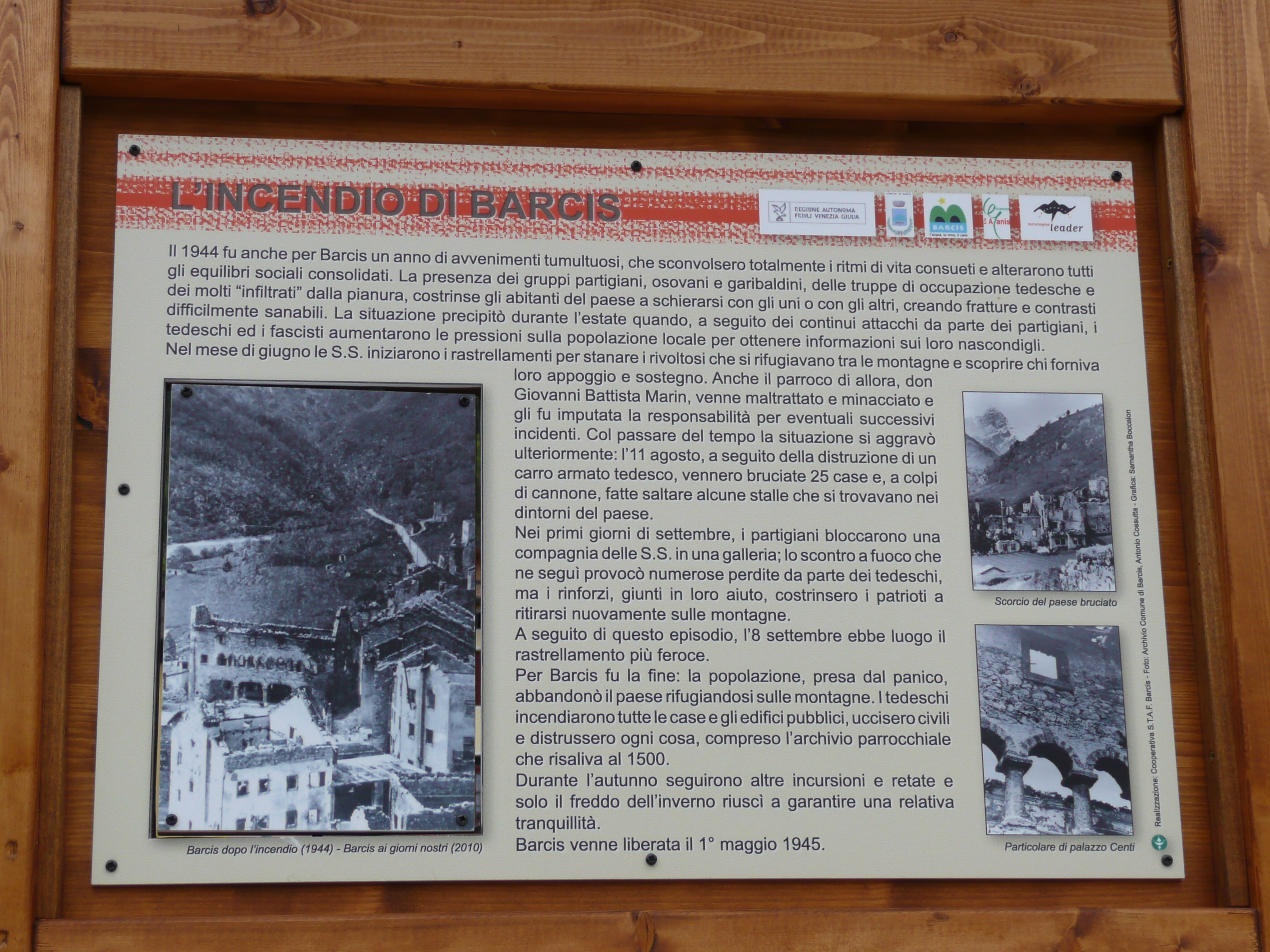
Dorf Barcis niedergebrannt

Die Republik Karnien wurde am 1. August 1944 ins Leben gerufen. Vorausgegangen war die Einberufung der Vertreter aller Gemeinden Karniens, die nach ihrer Rückkehr in ihre Gemeinden die Bildung von kommunalen Nationalen Befreiungskomitees in Angriff nahmen. Am 11. August gründeten die drei Talausschüsse (Alto Tagliamento, Degano und But), die an der Gründung der Freien Zone beteiligt waren, das Karnische Nationale Befreiungskomitee (C.L.N).
Im August 1944 wurde der schwierige Beschluss gefasst, eine provisorische Regierung in dem Gebiet einzusetzen. Zwischen August und September fanden in allen Gemeinden der Zone freie Wahlen statt, die zur Einsetzung von Gemeinderäten und Bürgermeistern führten. Die Stimmabgabe wurde von den Familienoberhäuptern durchgeführt, so dass auch Frauen in dieser Funktion stimmten, weil viele Männer in der Armee oder bei Partisanentruppen waren.
Am 21. September fand in Ampezzo die vorbereitende Sitzung des C.L.N. der Freien Zone statt, der in wenigen Tagen die Befugnisse des Provisorischen Regierungsrates des befreiten Gebietes übernehmen würde. Sie organisierte ihre Arbeit in einer Reihe von Inspektoraten (Polizei, Bildung, Forstwirtschaft, Justiz, Inneres, Finanzen), in denen spezielle Kommissionen tätig waren.
Ihre Tätigkeit war durch folgende Ziele gekennzeichnet: Trennung der politischen Macht (von Zivilisten ausgeübt) von der militärischen Macht, freie Kommunalwahlen für Familienoberhäupter, wobei auch Frauen das Wahlrecht haben, Lösungen für das Ernährungsproblem der Bevölkerung, Einfrieren der Preise für Grundnahrungsmittel, Schulreform, Einrichtung eines Volksgerichtshofs, Abschaffung der Todesstrafe für gewöhnliche Verbrechen, freie Rechtspflege, Reform der Grundsteuer, Verteidigung des Walderbes, Einrichtung einer Bürgerpolizei, Verwaltungsautonomie des Berggebiets.
Am 26. September 1944 trat in Ampezzo zum ersten Mal die C.L.N. der Freien Zone, das heißt der Zentralrat der Regierung zusammen, nach dem Aktivitäten zur Koordinierung der drei CLN des Tals und der CLN Carnia erfolgt waren. Diese Versammlung verabschiedete ein Manifest an die Bürger. Der CLN war aus Vertretern der folgenden Parteien und Organisationen, insgesamt etwa 200 Personen, zusammengesetzt: Vertreter der Christdemokraten, der Kommunistischen Partei, der Aktionspartei, der Liberalen Partei, der Sozialistischen Partei, des Freiwilligenkorps der Freiheit (Partisanen) und schließlich der „Massenorganisationen“: der Jugendfront, der Frauenverteidigungsgruppen, der Bauernausschüsse und des Förderungsausschusses der Arbeiterkammer. Die Vertreter der Massenorganisationen waren nur in Angelegenheiten, die sie unmittelbar betrafen stimmberechtigt.
Die Versorgung der Freien Zone war problematisch, weil sich das Berggebiet nie selbst mit Nahrungsmitteln versorgen konnte, sondern diese aus dem Flachland importieren musste. Friaulische Frauen konnten mit Hilfe der Partisanenverbände in der Ebene, die von den Bauern der Bassa Friulana unterstützt wurden, auf Nebenwegen mit von Tieren gezogenen Karren über Meduno (der letzten Stadt in der freien Zone Richtung Ebene) in fünfzehn Tagen etwa fünftausend Doppelzentner Weizen transportieren und an die Familien verteilen.
Neben demjenigen für die Versorgung erließ die Regierung folgende wichtigen Dekrete:
- Die Eröffnung der Grundschulen. Ein Schulinspektor hatte die Aufgabe, das Lehrpersonal und die Schulbücher zu überprüfen. Eine radikale Säuberung der Lehrer musste aufgegeben werden, um den Betrieb der Schulen aufrechtzuerhalten.
- Mit dem Finanzdekret sollten alle Steuern und Abgaben abgeschafft und eine außerordentliche, progressive Vermögenssteuer zur Deckung der laufenden Kosten des zivilen Lebens erhoben werden.
- Ein Volksgerichtshofs sollte eingerichtet werden, dessen fünf Richter von den Gemeinderäten ernannt würden. Die Todesstrafe wurde für alle gewöhnlichen Straftaten abgeschafft.
- Die Polizei sollte bewaffnet und uniformiert die öffentliche Ordnung aufrechterhalten.
- Das Abholzen der Wälder wurde verboten, außer für die Versorgung der Familien mit Brennholz.

Für die meisten dieser Dekrete blieb jedoch bis zum 10. Oktober keine Zeit, um sie umzusetzen.
„Emilio“ (Gino Beltrame) schickte den folgenden Bericht an den PCI-Verband von Udine: „Der C.L.N., der sich unter Einbeziehung von Massenorganisationen und Militärvertretern konstituiert hat, hat sich als ein politisches Gremium erwiesen, das gute Ergebnisse erzielen kann. Zwischen unserem Vertreter, dem von Garibaldi und vier der Massenorganisationen war die Mehrheit gegeben, was bedeutete, dass die politische Linie diejenige war, die wir unterstützten.“
Zu den führenden Vertretern der Partisanenrepublik gehörten Mario Lizzero „Andrea“, Kommissar der Garibaldi-Brigaden, Don Aldo Moretti „Lino“, Vertreter der Brigate Osoppo und der Christdemokratie, Gino Beltrame „Emilio“, der PCI, Nino Del Bianco „Celestino“, von der Partito d’Azione, Manlio Gardi, von der PLI und lokale Vertreter, wie die Sozialisten Giovanni Cleva und Dino Candotti, Luigi Nigris von der DC, Umberto Passudetti von der PLI, Romano Marchetti „Da Monte“ von der Brigate Osoppo.
Die Republik hörte am 8. Oktober auf, als das deutsche Kommando die Gegenoffensive „Operation Waldläufer“ (Operation Ataman) startete, um die Freie Zone Karnien und Oberfriaul zu beseitigen. Mit Hilfe der faschistischen Truppen der Milizia di Difesa Territoriale (Territoriale Verteidigungsmiliz) wurden mehrere zehntausend Mann eingesetzt, darunter 5000 Kosaken, gegen die die 31 Partisanenbataillone, die nur mit leichten Waffen ausgerüstet waren, wenig ausrichten konnten.
Am 10. Oktober erließ der Regierungsrat Anweisungen für den Notfall und wurde aufgelöst. Die Kämpfe dauerten bis zum 20. Dezember 1944, als die Freie Zone Karnien und Oberfriaul endgültig zu existieren aufhörten. Die Zahl der Toten betrug etwa 900, die Hälfte davon waren Zivilisten.
Etwa zeitgleich bestand die Partisanenrepublik Ossola.